# Küsterhaus Am Kirchhof 1

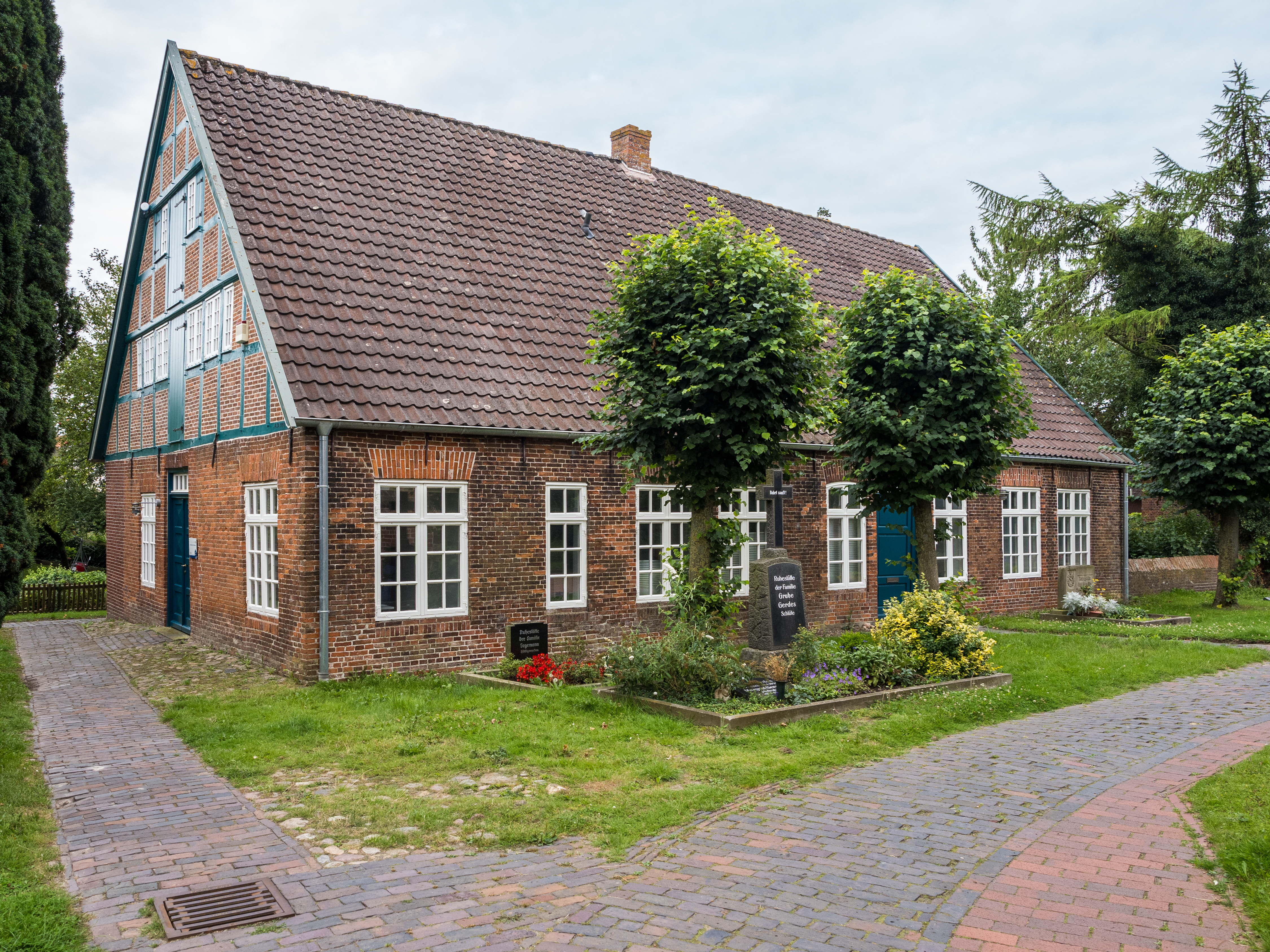
Küsterhaus in Berne

Das Küsterhaus Am Kirchhof 1 in Berne stammt aus der ersten Hälfte des 19. Jahrhunderts.
Aktuell (2023) wird es als Kantorat der benachbarten Kirche, als Wohnhaus und durch einen Dienstleister genutzt.
Das Gebäude steht unter Denkmalschutz (siehe auch Liste der Baudenkmale in Berne).

## Geschichte
Das eingeschossige traufständige mit Backstein verklinkerte Gebäude, mit Fachwerkgiebel mit Steinausfachungen unter einem Satteldach, den zwei früheren Ladeluken im Giebel und veränderten Fensteröffnungen stammt aus der ersten Hälfte des 19. Jahrhunderts.
Es steht direkt vor dem Chor der ev. Kirche St. Aegidius und dient als Kantorat mit Sitz der Sozialstation Stedingen der Diakonie und seiner Kleiderkammer.
Das Landesdenkmalamt befand: „… geschichtliche Bedeutung … als beispielhaftes Küsterhaus … .“